# Сусрет (представа)
Сусрет је позоришна представа коју је режирао Матјаж Шмалц према комаду Симоне Семенич.
Премијерно приказивање било је 8. новембра 2007. године у омладинском позоришту ДАДОВ. Касније је представа гостовала у позориштима Словеније.

## Радња
Представа је омнибус од три једночинке (Посета - Посета, Вила љубљена - Вољена вила и Чарапе - Чарапе) словеначке драматуршкиње Симоне Семенич.

## Улоге
| Лица             | Глумци           |
| ---------------- | ---------------- |
| Владо, Муж, Вили | Небојша Ђорђевић |
| Ева, Ана         | Јелена Тркуља    |
| Јана, Жена       | Марина Воденичар |